# Jerzy Buzek (1874–1939)
Jerzy Jan Buzek (ur. 27 marca 1874 w Końskiej, zm. 9 lutego 1939 w Węgierskiej Górce) – polski inżynier profesor metalurgii i odlewnictwa.

## Życiorys

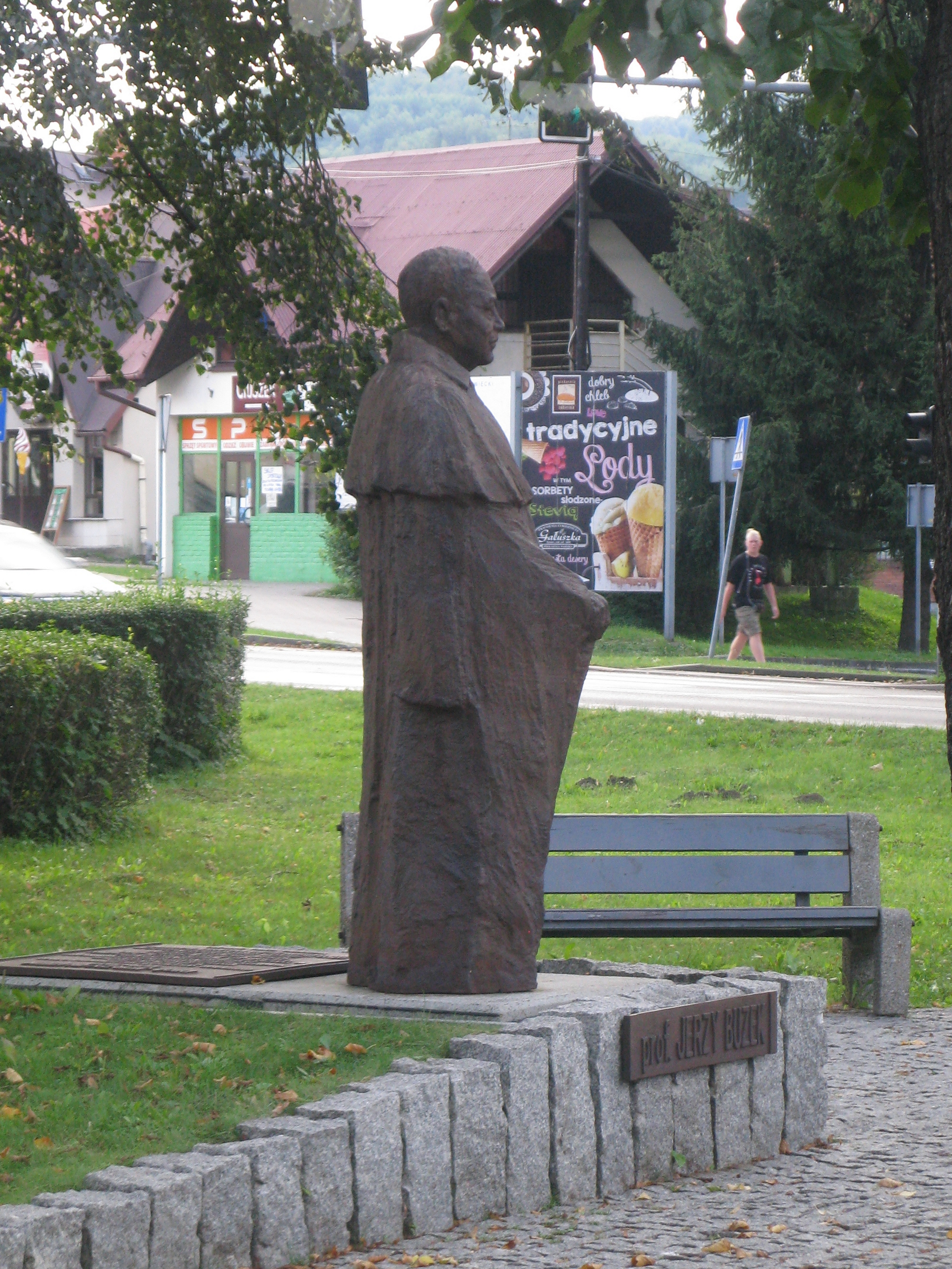
Pomnik Jerzego Buzka w Węgierskiej Górce (2018)

Jerzy Jan Buzek urodził się w Końskiej k. Trzyńca, która w tym czasie należała do Austro-Węgier. Pochodził z chłopskiej rodziny. Jego rodzicami byli Andrzej i Maria z domu Kajzer lub Kajzar. Jego bratem bliźniakiem był Jan Jerzy Buzek, lekarz i działacz społeczny.
Jerzy J. Buzek naukę rozpoczął w Polskiej Szkole Ludowej w Końskiej. Od 1887 r. uczył się w Niemieckim Gimnazjum Państwowym w Cieszynie, które ukończył w 1895 r. Od 1895 r. studiował na Akademii Górniczej w Leoben (Austro-Węgry). Studia ukończył uzyskując dwa dyplomy: inżyniera hutnika w 1898 roku i inżyniera górnika w 1899 roku. Przez cały okres studiów należał do Czytelni Polskiej Akademików Górniczych. Bezpośrednio po otrzymaniu dyplomu wrócił do Trzyńca, gdzie przez 12 lat był pracownikiem Zakładów Hutniczych Eisen-Werk Trzynietz, które należały do  Berg- und Hüttenwerks-Gesellschaft w Wiedniu. Jerzy J. Buzek w laboratorium fabrycznym w Trzyńcu prowadził badania nad procesami zachodzących podczas wytopu żeliwa w żeliwiaku. W 1904 roku, jako jeden z pierwszych metalurgów europejskich opracował naukowe podstawy tych procesów. Rezultaty swych badań przedstawił na I Zjeździe Górników Polskich w Krakowie, prezentując uzyskane wyniki w referacie pt. Zużycie koksu w piecach kupolowych. Wyniki swoich prac naukowo-badawczych systematycznie publikował w następnych latach: w 1906 r. Kilka uwag o wyprawie pieców kupolowych, w 1907 r. O dodatkach używanych przy przetapianiu surowców w piecach kupolowych, w 1908 r. Zasady dotyczące pędzenia i budowy pieców kupolowych i w 1909 r. Zużycie koksu i strata surowca na spalanie w piecach kupolowych oraz Ilość i skład chemiczny gazów kupolowych.
Jerzy J. Buzek badał zależności między wydajnością żeliwiaka a rozchodem koksu oraz określenia ilości dmuchów i ilości powietrza potrzebnej do spalenia 1 kg koksu. Na podstawie swoich badań określił matematyczną zależność między czynnikami mającymi znaczenie dla właściwej pracy żeliwiaka i podał parametry potrzebne do optymalizowania procesu jego pracy. Wyznaczył optymalną ilość dmuchu do żeliwiaka równą ok. 100 Nm3/m2. poprzecznego przekroju żeliwiaka w ciągu 1 minuty. Do dziś jest to określane, jako „liczba Buzka”. W rozprawach zamieszczonych w „Przeglądzie Górniczo-Hutniczym” oraz „Stahl und Eisen” opisał wyniki swoich badań.
Jerzy J. Buzek był autorem dwóch rozdziałów w trzytomowym podręczniku pod redakcją Carla Geigera Handbuch der Eisen– und Stahlgiesserei (Podręcznik odlewni żelaza i stali). Rozdział w pierwszym tomie, wydanym w 1911 r., dotyczył procesu spalania. Rozdział w drugim tomie, wydanym w 1916 r., zawierał teorię żeliwiaka.
6 kwietnia 1911 Jerzy J. Buzek został przeniesiony z huty trzynieckiej do odlewni żeliwa w Węgierskiej Górce. Jako starszy inżynier i kierownik odlewni miał zadecydować o dalszych losach zakładu. Dzięki jego opinii potwierdzonej przez działalność doprowadzono do zmodernizowania i rozbudowy odlewni. W 1913 r. mianowano go dyrektorem zakładu. Po zakończeniu I wojny światowej, z chwilą powstania w 1923 r. Spółki Akcyjnej „Węgierska Górka”, Buzek objął stanowisko dyrektora naczelnego i utrzymał je nieprzerwanie do śmierci.
Na wyróżnienie zasługuje działalność Jerzego J. Buzka w ruchu inżynierskim. W 1917 r. uczestniczył w Nadzwyczajnym Zjeździe Techników Polskich. Równolegle zapoczątkował pracę organizacyjną w ruchu gospodarczym. Współorganizował m.in. w 1921 r. Polski Związek Przemysłów Metalowych w celu uporządkowania organizacji przemysłu polskiego. Jerzy J. Buzek był inicjatorem utworzenia Grupy Odlewniczej (GROD), której celem było podniesienia poziomu technicznego odlewnictwa polskiego. Na wniosek GROD powstało Koło Odlewników przy Stowarzyszeniu Techników Polskich. Jerzy J. Buzek był przewodniczącym Koła Odlewników do 1931 r., a następnie prezesem honorowym Koła aż do czasu jego likwidacji.  W 1935 r. został wybrany na prezesa Rady Grupy Odlewni przy Polskim Związku Przemysłów Metalowych, na którym to stanowisku pozostał aż do śmierci. Jerzy J. Buzek był również jednym z członków założycieli Stowarzyszenia Technicznego Odlewników Polskich (STOP) w 1936 r.
Już w 1922 r. Jerzy J. Buzek wypowiedział się na temat jakości surówki odlewniczej i postulował odlewanie jej do form
metalowych. W 1934 r. powrócił do tego tematu w referacie Jaką surówkę powinny zakłady wielkopiecowe dostarczać odlewniom polskim?, wygłoszonym na walnym zebraniu Grupy Odlewni przy Polskim Związku Przemysłowców Metalowych.
Jerzy J. Buzek w latach 1928–1930 opracował trzytomową monografię dla Komitetu Celnego przy Ministerstwie Przemysłu i Handlu pod ogólnym tytułem Odlewnictwo Polskie, podając metodę obliczania systematycznego ceł odlewów różnych grup i klas. Praca ta w znacznym stopniu ułatwiła i umożliwiła wprowadzenie właściwej nomenklatury wyrobów odlewniczych i opracowanie racjonalnych taryf celnych.
W 1927 r. Jerzy J. Buzek objął stanowisko wykładowcy odlewnictwa w Akademii Górniczej w Krakowie. W 1929 roku opublikował skrypt Odlewnictwo polskie. Habilitował się na podstawie pracy Teoretyczne uwagi o budowie i pędzeniu płomieniaków odlewniczych, którą opublikował w „Przeglądzie Górniczo-Hutniczym” w 1933 r., a następnie przedstawił na Międzynarodowym Kongresie Odlewniczym w Pradze (Czechosłowacja). W 1934 r. został członkiem korespondentem Polskiej Akademii Umiejętności. Był również członkiem Akademii Nauk Technicznych. Od 1934 r. prowadził wykłady z wielkopiecownictwa i kontynuował wykłady z odlewnictwa.  W 1936 r. mianowano go profesorem zwyczajnym i kierownikiem nowo utworzonej Katedry Metalurgii Surówki i Odlewnictwa w Akademii Górniczej. Wydał wówczas, częściowo na własny koszt, skrypt Kurs odlewnictwa składający się z ośmiu zeszytów. Zgrupował wokół siebie kadrę naukową, do której należeli późniejsi profesorowie, m.in. Mikołaj Czyżewski, Gabriel Kniaginin i Marian Olszewski.
Jerzy J. Buzek kontynuował badania naukowe i wyniki swoich prac badawczych systematycznie publikował głównie w „Przeglądzie Górniczo-Hutniczym”, m.in. w 1932 r. artykuł Próbne topienia w żeliwiaku i ich wyniki, w którym określił skład chemiczny żeliwa, żużla i gazów odlotowych w zależności od zużycia koksu i ilości powietrza dmuchu, wyliczył wartości zgaru i zestawił szczegółowy bilans cieplny pracy żeliwiaka. W 1935 r. opublikował pracę Obliczanie pieców odlewniczych i w 1936 r. pracę Miarkowanie ilości dmuchu przy pędzeniu żeliwiaka. W powstałym w 1937 r. „Przeglądzie Odlewnictwa”, Jerzy J. Buzek opublikował pracę: Podział żeliwa na grupy i gatunki i Zależność zawartości krzemu od grubości ścianki odlewu. Na Międzynarodowym Kongresie Odlewniczym w Warszawie w 1938 r., Jerzy J. Buzek wraz z Mikołajem Czyżewskim wystąpili z referatem Stopień zgaru składników surówki w zależności od wielkości kawałków wsadu. W 1838 r. opublikował dwie ostatnie już prace: Mieszaniny żeliwiakowe i Stopień zgaru składników surówki w zależności od wielkości kawałków wsadu. Jerzy J. Buzek opublikował łącznie ponad 70 prac naukowych i monografii z zakresu odlewnictwa i wielkopiecownictwa.
Jerzy J.Buzek zmarł na zapalenie płuc 9 lutego 1939 r. w Węgierskiej Górce. Został pochowany na cmentarzu komunalnym w Cieszynie Wschodnim. Z małżeństwa z Heleną Gryglewicz miał dwóch synów: Jerzego Romana – artystę fotografika oraz Stanisława Andrzeja, który bezpośrednio po II wojnie światowej pełnił funkcję dyrektora naczelnego Odlewni Żeliwa w Węgierskiej Górce.

## Ordery i odznaczenia
- Krzyż Oficerski Orderu Odrodzenia Polski (9 listopada 1931)[3]

## Upamiętnienie
- W dniach 30–31 maja 1959 r. odbyła się w Nowej Hucie Sesja Naukowa dla uczczenia 20 rocznicy śmierci prof. Jerzego J. Buzka. 31 maja 1959 r. odbyło się uroczyste odsłonięcie tablicy pamiątkowej ku czci Profesora w gmachu Wydziału Odlewnictwa Akademii Górniczo-Hutniczej przy ul. Krzemionki 11 w Krakowie. Tablicę ufundowało Stowarzyszenie Techniczne Odlewników Polskich. W 1974 r. tablicę przeniesiono do nowej siedziby Wydziału Odlewnictwa przy ul. Reymonta 23.
- 6 grudnia 1984 r. odbyła się uroczystość wręczenia sztandaru oraz nadania Zespołowi Szkół Odlewniczo-Mechanicznych w Węgierskiej Górce im. prof. Jerzego Jana Buzka. W czasie uroczystości odsłonięto dwie tablice upamiętniające postać patrona.
- 2 sierpnia 2013 r. w Węgierskiej Górce odbyły się obchody 175-lecia Odlewni Żeliwa Węgierska Górka. Decyzją Rady Gminy skwerowi obok Odlewni nadano imię profesora inżyniera Jerzego Buzka. Na skwerze odsłonięto pomnik prof. Jerzego Buzka, dłuta wybitnego śląskiego rzeźbiarza Bogumiła Burzyńskiego. Pomnik ufundował i wykonał METALPOL Węgierska Górka Sp. z o.o. – firma kontynuująca tradycje Odlewni Żeliwa Węgierska Górka.